# Hermann von Werberg
Hermann von Werberg († 1371 in Süpplingenburg) war in den Jahren 1341 bis 1371 der erste Herrenmeister der Balley Brandenburg des Johanniterordens.

## Leben
Hermann von Werberg entstammte ebenso wie seine Agnaten die Grafen von Schwerin dem braunschweigischen Adelsgeschlecht der Grafen von Hagen und Ehm. Der Stammsitz seiner Familie war die Burg Warberg. Sein Vater war Ludolph von Werberg († 1323) seine Mutter hieß Mechthild.
Hermann war zunächst ab dem Jahr 1337 Komtur in Nemerow und ab 1341 auch in Werben.
Nach Verwerfungen mit dem Convent zu Rodos bei gleichzeitig prosperierendem Wohlstand durch die Übernahme der Häuser und Güter des Templerordens im 14. Jahrhundert, hatte sich in Brandenburg eine gewisse Selbstständigkeit vom Orden eingestellt, die schließlich in der Gründung der Balley Brandenburg mündete, welche auch mit einem Herrenmeister zu besetzen war. Während aber Gebhard von Bortefelde noch als Präceptor generalis wirkte, stand Hermann von Werberg der Balley als Meister vor.
Am 13. Januar 1341 urkundet er erstmals als solcher, indem er Schenkungen zu Werben an sein Haus bestätigte. Dank eines ausgesprochen guten Verhältnisses zu Ludwig dem Frommen und auch dessen Nachfolgers in der Kurwürde, Otto dem Faulen konnte unter seiner Regierung der Wohlstand, Besitz und Einfluss seiner Balley gemehrt werden. Ebenfalls ergingen einige Privilegien an sein Haus, wie etwa 1360 die Entbindung von der Pflicht Pferde, Hunde und Hundeknechte für den Landesherren vorzuhalten.
1349 wirkte er zusätzlich als Statthalter und Komtur der Johanniter in Nemerow, für die Jahre 1358–1369 auch als Präceptor für Sachsen.
Erst 1357 konnte er durch Vertrag mit Herzog Magnus von Braunschweig die Templer Komturei zu Süpplingenburg übernehmen.
1370 soll er dem Verkauf der Besitzungen Schöneck und Wartenberg an den Deutschen Orden durch den deutschen Prior Conrad von Braunsberg zugestimmt haben. Eine seiner letzten Amtshandlungen war die Bestätigung der St.-Georgs-Kirche in Königsberg, die ebenfalls 1370 vom Stadtrat gestiftet wurde.
Er verstand sich wie seine Nachfolger als Meister der Lande Sachsen, Brandenburg den Wendlanden und Pommern.
Nach seinem Tode wurde er in Süpplingenburg, wo er auch die meiste Zeit seines Herrenmeistertums residierte, bestattet.